# Xiang (Zhou-König)
König Xiang von Zhou (gestorben 619 v. Chr.), persönlicher Name Ji Zheng (chinesisch 姬郑), war der achtzehnte König der chinesischen Zhou-Dynastie und der sechste der Östlichen Zhou. Er war ein Nachfolger seines Vaters König Hui von Zhou.
Er heiratete Dí, entließ sie aber später.
Im Jahr 635 v. Chr. wurde er aus der Hauptstadt von seinem Bruder Dai vertrieben und seine Macht wurde von Herzog Wen von Jin wiederhergestellt.
Nach seinem Tod folgte ihm sein Sohn König Qing von Zhou.

## Familie
Königinnen:
- Königin Di, aus dem Kui-Clan von Di (翟後 隗姓), wurde später abgesetzt

Söhne:
- Prinz Renchen (王子壬臣; gest. 613 v. Chr.), regierte als König Qing von Zhou von 618–613 v. Chr.

- jüngster Sohn, der Vater von Prinz Man (王孫滿), der König Zhuang von Chu bezüglich des Gewichts der Neun Dreifußkessel abwies

## Verweise
1. ↑  Records of the Grand Historian by Sima Qian
2. ↑  Michael Loewe & Edward Shaughnessy, ed.: The Cambridge History of Ancient China. Cambridge University Press, 1999.
3. ↑  Family tree of Chinese kings
4. ↑  Eastern Zhou Dynasty. "Just at that moment, King Xiang of Zhou was driven to exile by Prince Dai who colluded with the Di tribes. So he, in alliance with other dukes, defeated Prince Dai and brought King Xiang back to the capital Luoyi."
5. ↑  Wars with the Xiongnu. Authors: Guang Sima and Joseph P. Yap. See this page for more details.
6. ↑  Mirroring the past: the writing and use of history in imperial China by Qingjia Edward Wang. University of Hawaii Press.
7. ↑  Trình Doãn Thắng, Ngô Trâu Cương, Thái Thành (1998), Cố sự Quỳnh Lâm, NXB Thanh Hoá

| Vorgänger | Amt                                 | Nachfolger |
| --------- | ----------------------------------- | ---------- |
| Hui       | König von China 651 bis 619 v. Chr. | Qing       |

| Personendaten    | Personendaten                                                                       |
| ---------------- | ----------------------------------------------------------------------------------- |
| NAME             | Xiang                                                                               |
| ALTERNATIVNAMEN  | König Xiang von Zhou (vollständiger Name); Ji Zheng                                 |
| KURZBESCHREIBUNG | achtzehnter König der chinesischen Zhou-Dynastie und der sechste der Östlichen Zhou |
| GEBURTSDATUM     | 7. Jahrhundert v. Chr.                                                              |
| STERBEDATUM      | 619 v. Chr.                                                                         |